# Гондебальд (король Фризии)
Гондебальд (з.-фриз. Gondebald; VIII век) — легендарный король Фризии середины VIII века.

## Биография
Наиболее ранние сведения о Гондебальде содержатся в труде историка XVI века Эггерика Бенинги «Фризская хроника». По свидетельству этого автора, Гондебальд был старшим сыном и наследником короля фризов Альдгисла II. О его двенадцатилетнем правлении Фризией, датируемом 737—749 годами, в труде Эггерика Бенинги сообщается только то, что Гондебальд как и его отец не препятствовал проповеди христианства среди своих подданных. В средневековых фризских преданиях, ссылавшихся на написанную в XII веке «Хронику» Псевдо-Турпина (лат. «Historia Caroli Magni»), упоминалось, что Гондебальд с семью тысячами воинов участвовал в походе Карла Великого в Испанию, и что именно этот властитель фризов был известен франкам под именем Роланд. Преемником Гондебальда на престоле был его младший брат Радбод II.
Более поздние фризские историки, опираясь на данные франкских анналов, стали относить правление Гондебальда к 748—760 годам. Они указывали, что под властью этого монарха находилась только часть «Великой Фризии» (лат. Magna Frisia): земли к востоку от Лауэрса (современные провинции Гронинген и Восточная Фризия) и Восточно-Фризские острова. Остальная же часть земель фризов, находившаяся к западу от Лауэрса, ещё в начале VIII века подчинявшаяся их правителям, в 730-х годах была завоёвана майордомом Карлом Мартеллом и присоединена к Франкскому государству. Историками Нового времени Гондебальд был отождествлён с тем неназванным по имени «королём Фризии» (лат. rex Frigionum), который по данным франкских анналов в 748 году вместе со славянами-ободритами оказал военную помощь франкскому майордому Пипину Короткому во время похода того против саксов. К правлению Гондебальда была отнесена и гибель христианского миссионера Бонифация, убитого фризами 5 июня 754 года вблизи Доккюма, в то время как Эггерик Бенинга датировал её правлением короля Радбода II. Упоминание же об участии короля фризов в Ронсевальской битве 778 года было отвергнуто из-за своей несостоятельности.
Хотя Эггерик Бенинга и другие фризские авторы Позднего Средневековья и Нового времени использовали в своих работах более ранние исторические источники, отсутствие упоминаний о Гондебальде в средневековых анналах позволяет современным исследователям ставить под сомнение приводимые ими свидетельства как об этом короле, так и о некоторых других правителях Фрисландии VII—VIII веков.